# SimCity Societies
SimCity Societies (рус.  SimCity Город с характером) — это градостроительный симулятор, выпущенный компанией Electronic Arts (EA) и являющийся частью серии игр о Симах. В истории SimCity эта игра пятая по счету и вторая, имеющая оригинальное название. Разработчиком игры стала компания Tilted Mill Entertainment. Выход игры состоялся 13 ноября 2007.

## Игровой процесс

Город с характером

В «SimCity Город с характером» предлагается тщательное планирование, а также имеется значительный простор для творчества. Данная игра отличается от предыдущих игр серии — в ней имеется возможность не только возвести город, но и сформировать в нём определённое общественное устройство. Тип социума определяется различными видами социальной энергии, комбинируя которые игрок может создать уникальный город. В предыдущих играх серии основной акцент ставился на развитие городской инфраструктуры и возведение сооружений. В SimCity Societies главное — это создать жизнеспособное общество, которое будет отражать индивидуальный подход игрока к управлению городом. Тем не менее, планирование территории и управление ресурсами остаются важными элементами развития городской среды. Основной задачей мэра является строительство дорог и сооружений. Кроме того, следует развивать систему общественного транспорта и предоставлять горожанам доступ к различным постройкам. Имеется возможность строительства жилых домов, чтобы предоставить горожанам крышу над головой, строительства предприятий, где они смогут трудиться, а также зон отдыха. Ещё один тип построек — электростанции.
Важным аспектом управления городом является умелое использование различных типов социальной энергии: процветания, производительности, творчества, знаний, законопослушности и духовности. Практически каждая постройка в игре вырабатывает или потребляет один или более типов энергии. Если выработки какого-либо ресурса недостаточно, некоторые сооружения не смогут нормально функционировать. Типы социальной энергии можно сочетать по желанию игрока, чтобы создать уникальное общество. Концентрация на производстве какого-либо одного типа ресурса приведёт к необычному, но, тем не менее, жизнеспособному обществу, в котором все будет подчиняться выбранной социальной энергии.
У каждого города есть свои культурные и социальные особенности. Характерные черты вашего социума будут оказывать значительное влияние на город и его обитателей. В различных типах общества принято по-разному решать социальные проблемы. Например, само понятие «преступность» может разительно отличаться в разных типах социумов. В городе, где царит свобода, декораторы будут желанными гостями в каждом доме, в то время как инспекторы тайной полиции станут настоящими изгоями. Но в законопослушном социуме, напротив, нет места творчеству. Людей искусства в таком городе будут считать диверсантами, а работников тайной полиции — героическим борцами с врагами народа.
В городе обитает два основных типа жителей: обычные и особые. Обычные горожане составляют большую часть населения города. Проживают в домах, трудятся на своих рабочих местах и проводят свободное время в зонах отдыха. Горожане появляются в домах, а затем пытаются устроиться на работу. Огромное влияние на них оказывают условия жизни в обществе, которые игрок, как мэр города, для них создаёт. Большинство горожан начинают день в своем жилище, затем идут на работу, а по окончании рабочей смены отправляются в зоны отдыха. Тем не менее, этот распорядок может быть изменён ввиду различных обстоятельств. Больные или травмированные горожане постараются обратиться к врачу. Недовольные жители города могут не пойти на работу или даже начать активно выражать свой протест. Кроме того, если перемещение по городу занимает слишком много времени, горожанин может не успеть сделать все намеченные дела.
Если горожанин просыпается в хорошем настроении, он идёт на работу и выполняет свои обязанности. Однако, если горожанин печален, недоволен или пребывает в ярости, это доставит игроку немало хлопот: недовольные жители города могут прогулять работу или даже перекрыть какое-нибудь предприятие. Настроение горожан подвержено влиянию различных обстоятельств, как то жилищные условия, профессия, посещение зон отдыха, а также наличие предметов роскоши и личных вещей. С помощью индикатора настроения игрок может просмотреть уровень благополучия населения. Прибавление в семье увеличивает благополучие горожан. Особые горожане появляются в специальных постройках и выполняют определённые функции (например, положительно или отрицательно влияют на настроение обычных граждан, расширяют количество жилых мест в здании и т. д.).

## Разработка и анонс
5 июня 2007 стало известно, что впервые в истории SimCity разработкой сиквела займется не Maxis или EA Redwood Shores, а сторонняя студия Tilted Mill Entertainment, возродившая в 2006 году другой градостроительный симулятор — Caesar. Maxis в этот момент не проявляла интерес к работе над новой игрой SimCity, так как была поглощена разработкой другого проекта — Spore. Давние поклонники серии были шокированы сменой разработчика и концепции, а также первым скриншотом. Микроменеджмент, достигший пика в SimCity 4, остался в прошлом вместе с прокладкой труб и линий электропередач, разруливанием дорожных пробок вручную и возможностью увидеть бюджет самой последней лачуги. «Когда мы стали думать над тем, в каком направлении должна развиваться серия SimCity, нам стало интересно, почему одни города воспринимаются не так, как другие. Например, в чём разница между Парижем и Меккой? Или Оксфордом и Мюнхеном? Или Сан-Франциско и Солт-Лейк-Сити? — рассказывает Род Хамбл, вице-президент Electronic Arts, отвечающий за „Sim-линейку“ компании. — На ощущения явно влияют местные культура и общество. Так мы обнаружили, что, сделав упор на движущие силы в рамках сообщества, можно создать много непохожих, удивительных мест».

## Дополнения
Спустя четыре месяца после релиза SimCity Societies, Tilted Mill Entertainment анонсировала дополнение Destinations. Оно целиком посвящёно туризму: тоталитарные города можно превратить в банановые республики, романтичные уголки — в тропические курорты и т. п. Чтобы привлечь путешественников, игроку придётся построить более сотни новых зданий: пятизвездочные отели, аэропорты, пристани и даже места крушения НЛО.

## Оценки и награды
| Сводный рейтинг       | Сводный рейтинг |
| Агрегатор             | Оценка          |
| --------------------- | --------------- |
| GameRankings          | 62,73 %         |
| MobyRank              | 65/100          |
| Иноязычные издания    |                 |
| Издание               | Оценка          |
| GameSpy               | 3/5             |
| IGN                   | 5,8/10          |
| Русскоязычные издания |                 |
| Издание               | Оценка          |
| Absolute Games        | 60 %            |
| «Игромания»           | 7/10            |
| «Страна игр»          | 6,5/10          |

SimCity Societies получила как положительные, так и отрицательные отзывы. Сайт IGN говорит об отсутствии четкой и ясной цели в игре. GameSpy отдает должное графической детализации и критикует слишком бледный сюжет.
Очередной «уютной песочницей», где «первое слово в названии — крайне неудачный маркетинговый ход», называет SimCity Societies российский игровой портал Absolute Games. «Чтобы выигрывать, в этой игре утруждать себя микроменеджментом нет необходимости» — таков вердикт Страны игр. А Игромания характеризует игру как «очень нишевый проект», который зиждется на красивых постройках.